# Tim Kennedy
Tim Kennedy, född 30 april 1986 i Buffalo, New York, är en amerikansk före detta professionell ishockeyspelare.
Kennedy draftades i sjätte rundan i 2005 års draft av Washington Capitals som 181:a spelare totalt.

## Statistik
| 2003–2004   | Sioux City Musketeers   | USHL        | 56  | 9  | 10  | 19  | 42  | 7  | 2 | 2  | 4  | 6  |
| 2004–2005   | Sioux City Musketeers   | USHL        | 54  | 30 | 31  | 61  | 112 | 13 | 6 | 11 | 17 | 18 |
| 2005–2006   | Michigan State Spartans | NCAA        | 29  | 4  | 15  | 19  | 31  | —  | — | —  | —  | —  |
| 2006–2007   | Michigan State Spartans | NCAA        | 42  | 18 | 25  | 43  | 49  | —  | — | —  | —  | —  |
| 2007–2008   | Michigan State Spartans | NCAA        | 42  | 20 | 23  | 43  | 50  | —  | — | —  | —  | —  |
| 2008–2009   | Buffalo Sabres          | NHL         | 1   | 0  | 0   | 0   | 0   | —  | — | —  | —  | —  |
|             | Portland Pirates        | AHL         | 73  | 18 | 49  | 67  | 15  | 5  | 0 | 1  | 1  | 2  |
| 2009–2010   | Buffalo Sabres          | NHL         | 78  | 10 | 16  | 26  | 50  | 6  | 1 | 2  | 3  | 4  |
| 2010–2011   | Florida Panthers        | NHL         | 6   | 0  | 1   | 1   | 0   | —  | — | —  | —  | —  |
|             | Connecticut Whale       | AHL         | 53  | 12 | 30  | 42  | 44  | —  | — | —  | —  | —  |
|             | Rochester Americans     | AHL         | 14  | 0  | 7   | 7   | 8   | —  | — | —  | —  | —  |
| 2011–2012   | Florida Panthers        | NHL         | 27  | 1  | 1   | 2   | 4   | —  | — | —  | —  | —  |
|             | San Antonio Rampage     | AHL         | 18  | 3  | 6   | 9   | 18  | —  | — | —  | —  | —  |
|             | Worcester Sharks        | AHL         | 35  | 10 | 21  | 31  | 26  | —  | — | —  | —  | —  |
| 2012–2013   | San Jose Sharks         | NHL         | 13  | 2  | 0   | 2   | 2   | 3  | 0 | 0  | 0  | 2  |
|             | Worcester Sharks        | AHL         | 37  | 13 | 24  | 37  | 14  | —  | — | —  | —  | —  |
| 2013–2014   | Phoenix Coyotes         | NHL         | 37  | 2  | 6   | 8   | 4   | —  | — | —  | —  | —  |
|             | Portland Pirates        | AHL         | 30  | 4  | 11  | 15  | 14  | —  | — | —  | —  | —  |
| 2014–2015   | Hershey Bears           | NHL         | 75  | 11 | 48  | 59  | 56  | 10 | 3 | 5  | 8  | 10 |
| NHL totalt  | NHL totalt              | NHL totalt  | 162 | 15 | 24  | 39  | 60  | 9  | 1 | 2  | 3  | 6  |
| AHL totalt  | AHL totalt              | AHL totalt  | 335 | 71 | 196 | 267 | 231 | 15 | 3 | 6  | 9  | 12 |
| NCAA totalt | NCAA totalt             | NCAA totalt | 113 | 42 | 63  | 105 | 130 | —  | — | —  | —  | —  |